# تيم جيلبرتسون
تيم جيلبرتسون هو مغني وكاتب أغاني كندي، ولد في 1987 في هينتون ‏ في كندا.

## وصلات خارجية
- الموقع الرسمي